# アドナウィリア
アドナウィリア（Adnaviria）とは、2021年に国際ウイルス分類委員会（ICTV）に承認されたウイルスのレルムである。古細菌を宿主とする直鎖状二本鎖DNAをゲノムに持つウイルスより構成される。
主要カプシドタンパク質がDNAを中心にらせん状に配置し、全体としてフィラメント状のビリオンを形成する。長さはゲノムDNAの長さに依存する。このレルムは主要カプシドタンパク質の構造類似性によって定義されており、生物や他のレルムのウイルスと相同性のある遺伝子をほとんど持たない。現在の所、クレン古細菌を宿主とするウイルスが少数見つかっているだけで、細菌や真核生物に感染するものは発見されていない。

## 下位分類
2021年に国際ウイルス分類委員会（ICTV）によって提案された分類は以下のとおりである。
- Zilligvirae 界
  - Taleaviricota 門
    - Tokiviricetes 綱 
      - Ligamenvirales 目
        - Lipothrixviridae 科
        - Rudiviridae 科

      - Primavirales 目
        - Tristromaviridae 科